# Christian Barmore
Christian Barmore (geboren am 28. Juli 1999 in Philadelphia, Pennsylvania) ist ein US-amerikanischer American-Football-Spieler auf der Position des Defensive Tackles. Er spielt für die New England Patriots in der National Football League. Zuvor spielte er College Football für Alabama und wurde von den New England Patriots in der zweiten Runde im NFL Draft 2021 ausgewählt.

## Frühe Jahre
Barmore wuchs in Philadelphia, Pennsylvania auf und besuche dort die Abraham Lincoln High School. Später wechselte er auf die Saints John Neumann and Maria Goretti Catholic High School. Ursprünglich entschied er sich für Temple College Football zu spielen, bevor er sich für ein Stipendium der University of Alabama entschied, um für die Alabama Crimson Tide College Football zu spielen. Ebenfalls bekam er Angebote von Baylor, Florida, Georgia und LSU.

## College
In seiner ersten Saison nahm Barmore ein Redshirt und kam in keinem Spiel zum Einsatz. Als Redshirt Freshman spielte er in zwölf Spielen und konnte zwei Sacks verbuchen. Für seine Leistungen in der Saison 2019 wurde er in das SEC All-Freshman Team berufen. In der Saison 2020 konnte er abermals überzeugen und wurde in das First-Team All-SEC gewählt. Während der Saison konnte er 37 Tackles und acht Sacks erzielen. Im National Championship Game gegen Ohio State wurde er zum Defensive MVP gekürt, beim 52:24-Sieg konnte er fünf Tackles und einen Sack beisteuern. Nach dem Spiel kündigte er an, dass er auf seine verbleibenden Jahre der Spielberechtigung verzichten und sich für den NFL Draft 2021 anmelden würde.

## NFL
Barmore wurde von den New England Patriots mit dem 38. Pick in der zweiten Runde im NFL Draft 2021 ausgewählt. Am 21. Juli 2021 unterschrieb er einen Vierjahresvertrag über 8,5 Millionen US-Dollar.
Bereits in seiner ersten Saison war er ein wichtiger Teil der Defensive Line, er konnte in zwei Spielen starten und spielte in der ganzen Saison etwa 55 % der defensiven Snaps. Ihm gelangen 46 Tackles und 1,5 Sacks. Mit den Patriots zog er in die Playoffs ein, wo sie allerdings in der Wildcard-Runde deutlich mit 17:47 gegen die Buffalo Bills verloren. Nach der Saison wurde er in das PFWA All-Rookie Team gewählt.